# Templo do Divino Rômulo
Templo do Divino Rômulo (português brasileiro) ou Templo do Divino Rómulo (português europeu) é um antigo templo romano localizado na Via Sacra do Fórum Romano, em frente da Casa das Vestais, entre o Templo de Antonino e Faustina e a Basílica de Maxêncio.

## Função
A identificação deste monumento ainda é motivo de debate entre os estudiosos. Durante muito tempo, ele foi identificado como sendo o templo dedicado a Valério Rômulo, o filho deificado do imperador Maxêncio, uma teoria que se apóia em seu nome tradicional, "Templo de Rômulo", conhecido desde a Idade Média e também por sua representação como sendo um templo circular nas moedas cunhadas na época de Maxêncio com a mensagem "Aeternae Memoriae".
Atualmente acredita-se que a estrutura seja da época de Constantino e que originalmente era consagrado aos Penates. É possível que o templo original ficasse na área ocupada pela Basílica de Maxêncio e que tenha sido reconstruído no local atual quando a obra terminou.
Outra teoria identifica este templo como sendo o templo dedicado a Júpiter Estator, construído, segundo a lenda, por Rômulo e reconstruído no início do século III a.C. pelo cônsul Marco Atílio Régulo. Sua localização corresponde de fato à localização do templo, pouco adiante da antiga Porta Mugônia, que dava acesso ao Palatino, perto da Régia. Esta identificação é parcialmente sustentada pelos antigos catálogos regionais constantinianos, que situavam o Templo de Júpiter Estator na Região IV.

## História
Segundo a hipótese de que este templo seja o templo de Rômulo e não o de Júpiter Estator, a construção teria começado depois de 309, quando Valério Rômulo foi deificado. Uma parte da inscrição dedicatória, ainda visível no século XVI, mencionava o nome de Constantino, o que implica que ele teria se apropriado do templo depois de derrotar Maxêncio.
No século VI, uma parte de um edifício retangular do Fórum da Paz foi transformado na igreja de Santi Cosma e Damiano e o Templo de Rômulo, que fica encostado, acabou integrado à nova igreja depois da abertura de uma passagem.
Em 1632, a porta de bronze e as colunas de pórfiro foram reutilizadas na reconstrução da entrada em um nível da rua mais alto (por causa das escavações no local).
Atualmente, o edifício está bem conservado, o que se deve principalmente à sua função como igreja. Contudo, as duas salas laterais praticamente desapareceram e somente as colunas de entrada da sala norte ainda estão de pé.

## Descrição
O Templo de Rômulo tem uma arquitetura singular. Trata-se de um templo de planta circular de tijolos coberto por uma cúpula e flanqueado por duas salas na abside. Sua fachada é curvilínea e a porta de bronze no centro está flanqueada por dois pares nichos que provavelmente abrigavam estátuas antigamente. As duas salas laterais, profundas e estreitas, terminavam em uma abside e estavam ligadas à cela central. Na entrada de cada uma havia um par de colunas em mármore cipolino assentadas em altos pódios.
Segundo a hipótese que identifica este templo com o Templo de Júpiter Estator, as duas salas laterais podem ter sido dedicadas aos Penates, desalojados de seu templo no monte Vélia pela Basílica de Maxêncio.